# Greix visceral
El greix visceral o greix abdominal(també conegut com a greix dels òrgans o greix intraabdominal) és el greix que es troba a l'interior de la cavitat abdominal, empaquetada entre els òrgans (estómac, fetge, intestins, ronyons, etc.). El greix visceral és diferent del greix subcutani (sota la pell) i del greix intramuscular (intercalat en els músculs esquelètics). El greix de la part inferior del cos, com a les cuixes i les natges, és subcutani i no és un teixit constantment espaiat, mentre que el greix de l'abdomen és majoritàriament visceral i semilíquid. El greix visceral es pot expressar en termes de la seva àrea en cm² (àrea de greix visceral).
Un excés de greix visceral es coneix com a obesitat abdominal, o "greix del ventre", en què l'abdomen sobresurt excessivament. Els nous desenvolupaments com l'Índex de volum corporal (IVC) estan dissenyats específicament per mesurar el volum abdominal i el greix abdominal. L'excés de greix visceral també està relacionat amb la diabetis tipus 2, resistència a la insulina, malalties inflamatòries, i altres malalties relacionades amb l'obesitat. Així mateix, s'ha demostrat que l'acumulació de greix del coll (o teixit adipós cervical) està associada a la mortalitat. Diversos estudis han suggerit que es pot predir el greix visceral a partir de simples mesures antropomètriques, i prediu la mortalitat amb més precisió que l'índex de massa corporal o la circumferència de la cintura.
Els homes tenen més probabilitats de tenir greix emmagatzemat a l'abdomen a causa de les diferències d'hormones sexuals. L'estrogen (hormona sexual femenina) fa que el greix s'emmagatzemi a les natges, les cuixes i els malucs de les dones. Quan les dones arriben a la menopausa i els estrògens produïts pels ovaris disminueixen., el greix migra des de les natges, els malucs i les cuixes fins a la cintura; més tard el greix s'emmagatzema a l'abdomen.
El greix visceral pot ser causat per un excés de nivells de cortisol. Almenys 10 MET hores setmanals d'exercici aeròbic condueixen a una reducció del greix visceral en aquells que no tenen trastorns metabòlics. L'entrenament de resistència i la restricció calòrica també redueixen el greix visceral, tot i que el seu efecte pot no ser acumulatiu. Tant l'exercici com la dieta hipocalòrica causen pèrdua de greix visceral, però l'exercici té un efecte més gran sobre el greix visceral en comparació amb el greix total. L'exercici d'alta intensitat és una manera de reduir eficaçment el greix abdominal total. Una dieta energèticament restringida combinada amb exercici reduirà el greix corporal total i la proporció de teixit adipós visceral a teixit adipós subcutani, cosa que suggereix una mobilització preferent pel greix visceral sobre el greix subcutani.